# 포스코
주식회사 포스코(POSCO, Pohang Iron and Steel Co., Ltd)는 대한민국의 철강 회사이다. 본사는 경상북도 포항시 남구 동해안로 6261 (괴동동)에 위치에 있다. 1965년 한일기본조약에 따른 일본정부로부터 우리정부에 대한 경제원조자금(ODA) 등을 통한 자본을 바탕으로 박정희 대통령의 주선으로 1968년 설립, 1973년 포항시에서 조업 개시. 당시 세계 톱클래스의 일본기업 3사, 야하타제철(현 일본제철)과 후지제철(현 일본제철), 일본강관(현 JFE홀딩스)의 기술 공여로 급속히 발전했다.
현재 포스코는 포항시와 광양시에 2곳의 일관 제철소가 있으며, 일본의 오사카부의 물류센터와 미국 캘리포니아주 피츠버그시에 US 스틸과 1986년 4월 1일 합작 법인으로 설립한 냉연 단순압연 법인인 UPI(USS-POSCO Industries)가 있다. 이 밖에도 중국 강소성 장가항에 중국 사강그룹(沙钢集团)과 합작으로 1997~2006년, 3단계로 완공한 스테인리스 스틸 일관 제철소인 장가항포항불수강(張家港浦項不銹鋼有限公司) 등이 있다.

## 명칭
초창기 한글 공식 회사명은 포항종합제철주식회사 영어 공식 회사명은 Pohang Iron and Steel Co., Ltd였는데 외국에서는 1970년대부터 약칭하여 POSCO로 호칭되었다.
그 후 2002년 3월 '포항종합제철주식회사'라는 사명에서 '주식회사 포스코(POSCO)'로 변경되었다

## 역사
창립기
대한민국 정부에서는 제2차 경제개발계획 기간(1967년~1971년)에 즈음하여, 철강공업의 다각적인 전략성이 인정되기 시작하면서 장기적인 철강공업 육성계획이 수립되었다. 이에 따라, 1963년에 5개국 8개사의 연합체인 대한국제제철차관단 (Korea International Steel Associates, KISA)이 결성되어 1968년까지 예비협정, 기본협정, 추가협정의 3차례에 걸쳐 협상이 이루어졌다. KISA와의 협상이 진행되면서 1967년 7월에는 포항이 제철소의 입지로 결정되었고 같은 해 9월에는 대한중석이 종합제철사업의 주체로 선정되었다. 이어 1968년 4월 1일에 대한중석을 모태로 하여 포항제철이 창립되었다. :36
대한민국 정부가 3억 원(75%), 대한중석이 1억 원(25%)을 출자하여 1968년 4월 1일에 설립자본금 4억 원으로 설립된 포항종합제철 주식회사는 국영기업으로 운영되었다. 박태준은 대한중석에서의 성공을 바탕으로 창업 인력 39명과 함께 포항종합제철 주식회사의 창업식을 서울 명동 유네스코 회관에서 개최했다. 하지만 당시 포철이 정상화되기까지는 많은 난관들이 가로놓여 있었다. 제철소를 건설하기 위한 자금은 KISA에 기대하고 있었지만 그해가 다 가도록 제대로 된 자금 지원이 이루어지지 않았다. 당시 세계은행의 한국 담당자인 영국인 자페가 포철을 경제성이 없다고 판단한 것이 치명적인 약점으로 작용했다. 결국 견디다 못한 박태준은 1969년 1월 KISA의 모기업인 코퍼스의 포이 회장을 만나기 위해 미국으로 갔다. 밤늦은 시각까지 포이에게 한국의 상황과 제철소의 필요성을 이야기했지만 사업적인 면에서 단호했던 포이 앞에 결국 좌절할 수밖에 없었다. 결국 KISA로부터 차관을 조달하는 데 실패하였다. 내심 미안했던 포이 측의 배려로 박태준은 하와이의 고급콘도에서 휴식을 보내게 되었다. 이 휴식 기간 동안 박태준은 포철 건설에 관한 자금을 동원할 아이디어를 떠올릴 수 있었는데 그것은 대일 청구권 자금이었다. 당시 8천만 달러 정도의 대일 청구권 자금이 남아 있었고, 일본은 자금을 제공하면서 돈의 용처를 명시해뒀으나 그것을 바꿀 수 있다면 문제는 쉽게 해결될 수 있었다. 그 후 박태준은 일본 정부와 합의한 끝에 자금을 제철소 설립에 유용할 수 있게 만들었다.
당시 일본 정부는 미국 주도의 KISA가 붕괴하면서 본인들이 주도권을 잡을 수 있다고 보았고, 제철소로 인한 환경공해 문제가 사회적인 이슈가 되어 철강공업설비를 판매할 크고 안정적이며 중장기적인 프로젝트가 필요하였다. 또한 꾸준히 기술을 축적해온 한국의 의지가 단호하다고 판단했기에 자금을 제철소 건립에 유용하는 것을 동의하였다. 대일 청구권 자금은 10년간 분할하여 일본의 생산물과 인력을 대신 제공하는 것이었기에 일본 정부와의 사전 합의는 필수적이었다.
정부는 이후에도 1968년부터 1992년까지 현금출자 2341억 원, 대일청구권 자금 128억 원(5,080만 달러), 현물출자 150억 원 합계 2,205억 원을 출자하였다. 조강기준 연산 103.2만t 규모의 포항종합제철은 1973년 7월 3일에 준공식을 거행하였다. 포항종합제철은 박정희 정권이 추진한 중화학공업의 상징적 존재였다.
포철의 발전
철강 일관작업 형태의 포항제철은 1976년 5월 제2기 설비확장공사를 준공, 조강기준 연산 260만t 규모로 확대되었으며 1978년 12월에는 조강기준 연산 550만t 규모의 제3기 설비확장공사를 준공했다. 1981년 2월에는 조강기준 연산 850만t 규모의 제4기 설비확장공사를 준공했는데, 제3기 준공 당시 철강수요의 지속적인 증가추세 전망으로 제2제철공장의 건설계획이 수립·추진되었다. 1987년 5월 조강기준 연산 270만t 규모의 광양 제1기 설비공사가 완공되었고 1988년 10월에는 동일규모의 제2기 설비공사가 준공되었다. 포항종합제철은 포항의 일관제철소에 이은 광양에 제1·2기 설비를 완공·가동시키고 있어 설비능력의 확대에 주도적 역할을 하였다. 포철은 현재 진행하고 있는 조강기준 연산 270만t 규모의 광양 제3기 설비확장사업을 1990년 중에 완공한 후 조강기준 연산 330만t 규모의 광양 제3기 설비확장 사업을 1990년 중에 완공한 후 조강기준 연산 330만t 규모의 제4기 설비확장 사업이 1992년 완공되어 조강자급률을 더욱 증가시켰다.
포항제철은 1994년 3월에 김만제 전 부총리를 4대 회장으로, 김종진 부사장을 7대 사장으로 선임함으로써 창립 후 처음으로 외부 인사에 의한 최고경영진을 구성하였다. 김만제 회장의 취임을 계기로 포항제철은 경영 전반에 걸쳐 본격적인 체제변환기를 맞이하였다. 김만제는 1994년 4월의 창립 26주년 기념사에서 조직의 유연성, 민주성, 투명성에 입각한 "녹색경영철학"을 제창하였다. :142
민영화, 그 이후의 포스코
1998년 7월 3일에 정부는 정부 및 산업은행 보유지분 26.7%를 1인당 3% 한도로 내외국인에게 분산 매각하는 방안을 발표하였다. 이후 정부 및 산업은행 보유지분이 여러차례 분할하여 매각되었다. 2000년 10월에 산업은행이 보유하고 있던 지분 36%를 매각하여 완전히 민영화되었다. 2002년에 명칭을 포항종합제철주식회사에서 포스코로 변경하였다. 2003년에 부임한 이구택 회장은 4년간 매출액과 영업이익을 각각 71%, 112% 높이고, 주가도 2003년 3월에 99,000원대에서 2007년 기준으로 30만 원을 훌쩍 넘겨 놓았다. 또한 2006년부터 철광석 산지인 인도에서 유례없는 국외 제철소 건립을 추진 중이었던 그는 포스코를 세계 속의 기업으로 바꿔놓았다는 평을 듣고 있었다.
뉴욕(1994년 상장), 런던(1995년 상장), 도쿄(2006년 상장) 증권시장에도 포스코 주식이 상장되어 있다. 포스코에 대하여 2007년 아르셀로 미탈 그룹이 적대적 인수합병을 시도하여, 포스코가 경영권의 방어를 위하여 약 1조 원에 달하는 돈을 소비하면서 자사주를 매입하였다. 결국 아르셀로 미탈의 적대적 합병시도는 성공하지 못하였으나, 포스코는 당시 합병 시도가 가능하였던 것은 외국인 지분이 60%를 상회하였기 때문이라고 판단하여, 우호주식을 확보하기 위하여 2006년 10월 신일본제철과 지분 2%를 상호 매입하기로 하는 약정을 체결 하였고, 2008년 국민은행과 3,000억원에 상당하는 주식을 맞교환하였다.

## 비전 및 슬로건
포스코는 2018년 7월, 제9대 최정우 회장의 취임과 함께 회사의 새로운 경영비전 'With POSCO'를 선포했다. ‘With POSCO’ 달성을 위한 전략으로는 고객, 공급사, 협력사 등 비즈니스 파트너와 함께 가치를 추구하는 Business With POSCO, 더 나은 사회를 함께 만들어 가는 Society With POSCO, 신뢰와 창의의 기업문화를 함께 만들어가는 People With POSCO를 제시했다. 또한 단순히 이윤을 창출해 내는 경제 단위가 아닌 사회적 책임을 완수해 가야 하는 ‘기업시민’으로써의 역할을 강조했다.

## 지배구조

#### CEO
| 이름   | 임기              | 비고(생존 여부) |
| ------ | ----------------- | --------------- |
| 김학동 | 2022년 3월 ~ 현재 |                 |

서울 POSCO 센터

포항제철 (현 포스코)의 초대 회장이었던 박태준은 포철을 창업 25년이란 짧은 기간에 세계적인 철강업체로 키운 철강업계의 거목으로 꼽혀 왔다. 설립 당시부터 정치 외풍으로부터 포스코를 지키는 울타리 역할을 해 온 박태준은 김영삼 정부와 불화로 결국 정권 수립 직전인 1992년 10월 5일 회장직 사퇴서를 제출했다. 박태준은 김영삼 민자당 대통령 후보의 선거대책위원장직을 거절하고 백의종군하겠다고 밝혔다. 같은 날, 포철은 긴급이사회를 소집, 박태준의 사퇴 번의(飜意)를 촉구키로 결의하기도 하였다. 회장직은 황경로 당시 부회장이 넘겨 받았다. 10월 9일 오후, 긴급이사회는 대표이사 회장에 황경로 부회장, 대표이사 부회장에 정명식 사장, 대표이사 사장에 박득표 대표이사 부사장을 각각 선임했다. 1993년 3월 12일 제25회 정기주주총회에서 신임회장에 정명식 현 부회장, 사장에는 조말수 수석 부사장이 승진, 선임되었으며 또한 박태준 명예회장과 황경로 회장 박득표 사장의 사표가 각각 수리되었다. 황경로는 임기 6개월을 간신히 채운 것이다. 이날 박태준의 측근 인사들도 배제되었다.
 1993년 말, 박태준은 일본에서 월간지 "한국논단"과의 회견에서 한국 정부와 포철을 강도높게 비난했고, 특히 조말수 사장 등 개혁주의세력을 비난했다. 1994년 1월초, 인사 문제 등으로 정명식 회장과 조말수 사장 간의 갈등이 발생하였고, 이어 2명 모두 동반퇴진하는 사태가 발생하였다. 1994년 1월 2명은 사표를 제출하였다. 정명식 회장은 부회장에서 회장으로 승진한 지 1년여 만에 물러난 것이다. 1994년 3월 8일 제26기 정기주주총회에서 이들 2명의 사표가 수리, 퇴임하였다. 이렇게 약 2년간의 과도기를 거쳐 이 주주총회에서 김만제가 새 회장에 선임되었다. 재무장관 출신의 김만제는 사상 첫 외부인사인 회장이었고 유일한 외부인사 발탁 기록을 남겼다. 당시 포스코 지분을 재무부가 20.0%, 산업은행이 14.7% 보유하던 시절이어서 외부인사에 대한 뒷말이 많았다. 그 전까지 포스코 내부에서는 사장-부회장-회장 순으로 단계를 밟아 승진하는 절차를 깼다는 비판이 컸다. 김만제 회장은 김영삼 정부 시절에 4년간 포스코 수장직을 맡았다.
김대중 정부 때는 이른바 "DJP 연대"를 통해 박태준 명예회장(당시 자민련 총재)의 발언력이 다시 강화된 1998년 당시, 포스코는 감사원의 대대적인 감사를 받은 바 있다. 60여 명의 감사 인력이 75일 이상 감사에 매달렸을 정도이다. 당시 정치권에서는 박태준 당시 자민련 총재와 유상부 회장 등 "TJ 사단"이 감사원 감사를 손에 피를 묻히지 않고 김만제 전 회장 체제의 흔적을 지울 기회로 여기고 있다는 평가가 지배적이었다. 결국 김만제 회장은 물러났다. 유 전 회장은 김대중 정부 시절인 지난 1998년 3월부터 2003년 3월까지 5년간 포스코를 맡았다. 유 전 회장은 연임에 성공했지만 노무현 정부가 출범하면서 임기를 못 채우고 이구택 회장에게 자리를 내줬다.
2007년 2월, 이구택의 연임이 결정될 때, 사외이사들로 구성된 CEO후보추천위원회는 포스코가 오너없는 기업인 만큼 CEO 교체 이후 경영 일관성을 유지하기 위해 투명한 승계 프로그램을 만들도록 경영진에게 요구했다. 또 단지 대안이 없다는 이유만으로 기존 CEO가 연임하는 폐단도 사전에 막아야 한다는 지적도 있었다. 2008년 11월, 정준양(생산기술부문장) 대표이사 사장이 포스코건설 사장직무대행으로 선임되면서 대표이사직을 사임했다. 이에 따라 포스코는 3인 대표이사 체제에서 이구택 회장, 윤석만 사장 등 2명이 대표이사를 맡는 체제로 바뀌었다. 2009년 1월 15일 이구택 회장은 이사회에서 사임을 표명하였다. 포스코 측은 "이 회장은 글로벌 기업으로의 성장기반을 구축한 것을 자신의 사명을 다했다고 스스로 판단하고 후진에게 길을 열어주기 위해 용퇴를 결정했다"고 말했다. 김 전 회장 이후 유상부 회장과 이구택 회장은 모두 포스코 출신이다. 그러나 두 명 모두 연임에 성공했지만 정권이 바뀌면서 임기를 못 채우고 물러나는 기록을 만들었다. 2009년 1월 29일 최고경영자(CEO) 추천위원회가 열렸다. 당시 회의석상에서 윤석만 포스코 사장은 외압이 있음을 폭로했다고 알려져 있다.
CEO 추천위 회의에 앞서 사외이사들은 이구택 회장을 비롯한 포스코의 주요 임원들을 개별적으로 불러 "어떤 사람이 차기 CEO로 적합하냐"는 질문을 던졌다. 이에 대해 임원들은 특정인을 거론하지 않은 채 "이러이러한 자질을 갖춘 사람이 돼야 한다"는 취지의 답변을 내놓았다. 그러나 <한겨레21> 취재에 응한 사외이사들은 "윤석만 사장의 폭로에 앞선 진행된 이구택 회장의 인터뷰에서, 이 회장은 정준양 사장을 뽑았으면 한다는 자신의 뜻을 명백하게 드러냈다"고 한 목소리로 말했다. 이러한 이구택 회장의 갑작스런 사퇴 표명과 정준양 포스코 건설 사장의 차기 회장 내정으로 인해 정치권의 포스코 회장 인사 개입 의혹이 제기되자, 사외이사 안철수는 이를 부인하였다. 이러한 의혹과 관련해, 포항지방법원은 당시 회장 후보 선출 과정에서 열린 이사회 의사록을 공개하라는 결정을 내렸다. 2009년 2월 27일, 주주총회에서 정준양이 대표이사 회장에 선임되었다.

#### 이사회
1997년 3월에 사외이사제를 도입하여 기존의 사내이사 22명으로 구성되었던 이사회를 사내이사 9명, 사외이사 10명으로 구성하도록 개편하였다. 민영화 이후 포스코는 사외이사가 과반수인 이사회와 감사위원회, 이사후보추천위원회 등을 구성해왔다. 2000년 3월에는 감사위원회 설치로 경영감독기능을 제고하여, 임원 성과연봉제 도입으로 경영성과에 연동되는 경영진 보수체계를 정립하였다. 2003년 정기주주총회에서는 이사후보추천 및 평가위원회와 감사위원회를 전원 사외이사로 구성했다. 포스코는 이에 만족하지 않고 사외이사 선임 절차를 개선하는 한편 사외이사 비중 확대 등을 모색함으로써 최상의 기업지배구조를 구축해 나가기로 했다. 이에 따라 2004년에 기존이 사내이사 7명, 사외이사 8명이던 것을 사내이사 6명, 사외이사 9명(사외이사 비율 62%)으로 개편하였다. 현재는 다시 각각 1명씩 감축하여 사내이사 5명, 사외이사 6명으로 구성되어 있다. 사외이사는, 후보추천자문단에서 후보자를 추천하고 (전문기관 미활용), 이사후보추천위원회에서 자격심사 및 최종 추천을 거친다. 평가보상위원회에서 CEO의 경영승계 및 경영자 육성계획을 수립하며, 이사후보추천위원회에서 대표이사 선임을 사전심의하고, 이사회 결의로 대표이사를 선임한다.(상법 제389조 1항 본문) 2004년 3월, 기업지배구조헌장을 제정, 공포하였다. 2010년 2월 ~ 3월, 이사회와 주주총회를 통해, 서울 대치동 포스코센터에서 이사회를 열고 상임이사 6명 중 2010년 2월말 임기가 끝나는 4명을 전원 교체하였다. 퇴진한 상임이사는 윤석만 포스코건설 회장, 이동희 포스코 재무투자부문장(사장), 정길수 스테인리스부문장(부사장), 허남석 생산기술부문장(부사장)이다. 정준양 회장과 함께 2009년에 선임된 최종태 경영지원부문장을 제외하고 전원 물갈이되었다. 대신 박한용 포스코ICT 대표이사(사장), 오창관 포스코 부사장(마케팅부문장), 김진일 포스코 부사장(포항제철소장) 등 3명이 신임 상임이사가 되었다. 포스코는 2009년 2월 새로 출범한 정준양 회장 체제 안착을 위해 3년 임기를 보장한 대신 신규 임명된 상임이사 임기는 1년으로 제한했다.
경제개혁연대는 포스코가 2009년 2월 27일 개최된 정기 주주총회에 3인의 신규 상임이사의 임기를 1년으로 정하는 등 이사들의 임기를 달리 정하는 시차임기구조(staggering board)를 유지하고 있는 이유에 대해 비공개 질의서를 보냈다. 이에 대해 포스코는 이사회 운영의 안정성과 회사 경영의 연속성 유지가 가능한 범위 내에서 성과주의에 바탕으로 한 유연한 경영을 통해 회사의 글로벌 경쟁력을 제고할 수 있도록 3인의 상임이사 임기를 1년으로 정하였으며, 향후에도 상임이사의 임기를 탄력적으로 운영할 것이라고 답변하였다.

## 사업장

#### 포항제철소

포항 포스코 제철소

포항제철소는 60년대 농업 중심의 1차 산업에서 중화학공업을 육성하기 위해 1970년에 착공해 1981년까지 영일만에 세워졌으며, 역사적으로도 의미가 깊은 곳이다. 포스코 포항제철소의 제1고로는 지난 1973년 6월9일 이 땅에 최초의 쇳물을 토해냈다. 이어 같은해 7월3일 포스코(당시명 포항종합제철주식회사)는 제1고로를 완전준공해 국내 최초로 일관제철소 가동에 들어가 ‘한국 철강신화’의 서막을 올렸다.
2023년 스테인리스 조강 누적 생산량 5000만 t을 달성했다.

#### 광양제철소

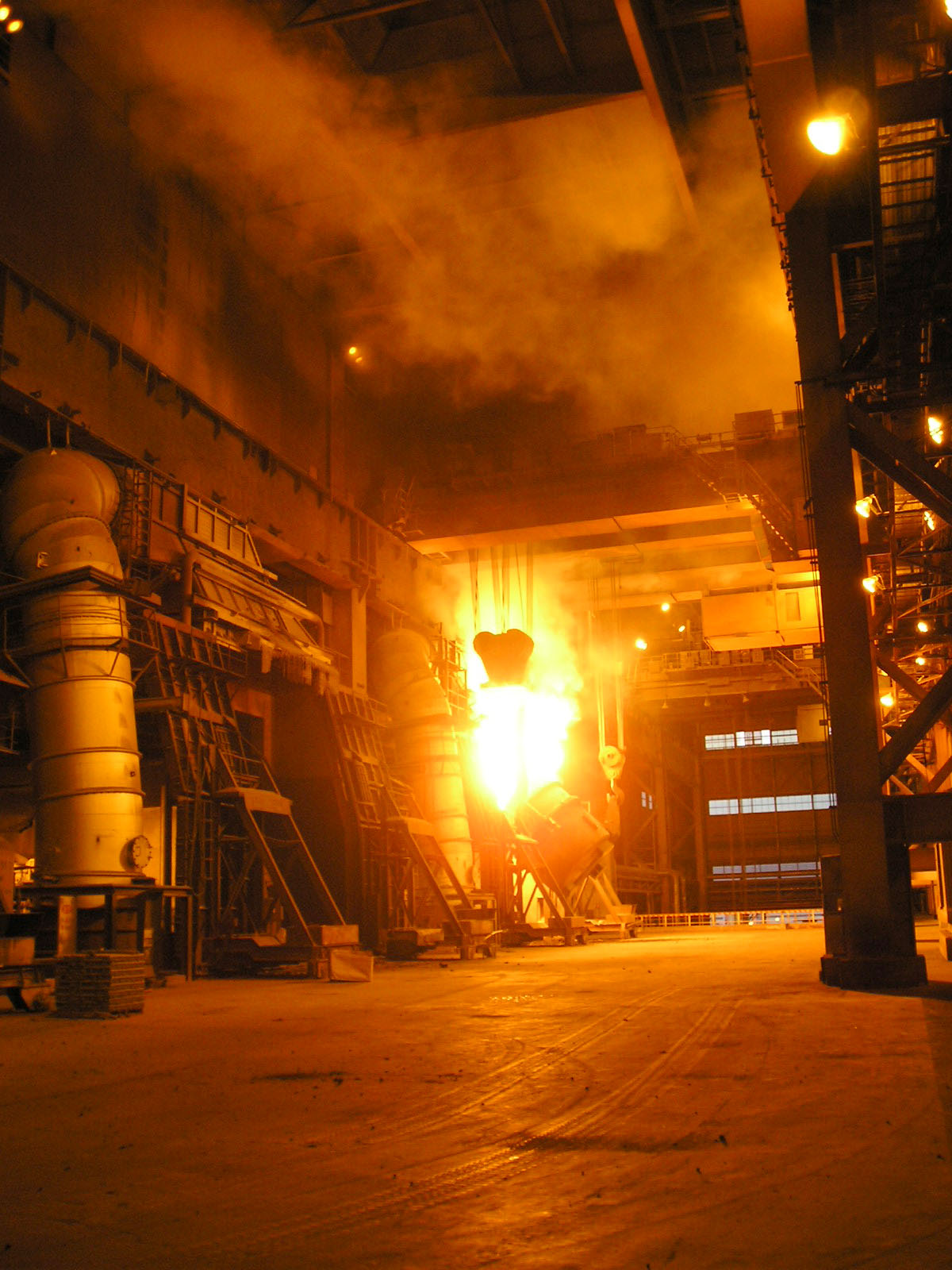
광양제철소

포스코 광양제철소는 1970년대 대한민국의 국가 경제가 비약적으로 발전하면서 폭발적으로 증가하는 철강 수요에 대응하기 위해, 경상북도 포항시에 이어 전라남도 광양시에 대한민국에서 2번째로 세워진 제철소다. 광양제철소가 들어서기 전에 이 곳은 어업과 김 양식을 주로 하던 조용한 바다였는데, 1982년부터 15,074,448m²의 바다를 매립해 1985년에 착공했고 여의도 5배 크기의 세계에서 가장 큰 제철소로 발돋움하는 대역사가 이루어진 우리나라 산업발전의 한 전형을 볼 수 있는 곳이다. 광양제철소가 들어선 광양만은 우리나라 최남단 중앙에 위치한 해양 경영의 요충지로 하동, 순천, 여수, 구례와 접한 광양만의 중심지이다. 본래 크고 작은 13개의 섬이 자리 잡고 있었는데, 그 중 11개의 섬이 폭파되어 공사에 사용되었다.
2012년 3월 광양제철소는 도금제품 총생산량 5,000만 t을 2012년 3월 달성했다.
2019년 12월 조강 누적생산 5억톤을 달성했다.
한편, 포스코는 해당 사업장(광양제철소) 등 호남 정서를 고려하여 1999년 말 쌍방울 레이더스 야구단 - 1998년 이후 해태 타이거즈 야구단 인수대상 물망에 오르기도 했지만 공기업이란 관계로 프로팀을 인수하거나 창단할 경우 국회의 동의절차가 필요하다는 이유 때문에 좌절된 바 있었다. 이로 인해 해당 사업장(광양제철소)이 세워지기 전까지 포항제철 야구단이 전국체전 당시 야구 경북 대표로 참가했으나 뒷날 야구 전남 대표로 참가(1998년까지)했다.

## 주요 기술

#### 파이넥스 공법
가루 형태의 철광석과 석탄을 사용해 철강제품 생산 과정에서 발생하는 온실가스 배출량을 줄일 수 있는 파이넥스 공법을 개발해 사용하고 있다.

#### 스트립 캐스팅
스트립캐스팅은 쇳물을 슬래브로 만들고 이를 다시 가열, 연속 압연해 열연강판(핫코일)을 만드는 기존의 공정과는 달리 쇳물에서 직접 얇은 강판을 제조할 수 있는 철강제조 공정이다. 스트립캐스팅은 특히 기존의 가열 압연 공정을 생략할 수 있어 투자비는 물론 에너지 사용량과 공해물질 배출량을 줄일 수 있고 제조공정과 납기도 단축되는 장점이 있다. 포스코는 지난 89년 산하 산업과학기술연구소와 함께 소규모 시험설비로 스트립캐스팅 공정개발을 시작, 자체 기술을 확보했다.

## 수상
포스코는 한국기업지배구조원의 기업지배구조평가에서 2004년, 2006년, 2007년, 2008년에 최우수기업으로, 2005년에 우수기업으로 선정된 바 있다. 포스코는 기업지배구조 헌장을 도입하여 지배구조 개선의지를 실천하고, 집중투표제 및 서면에 의한 의결권 행사제도를 도입하였으며, 이사회에 6개의 위원회를 설치, 운영함으로써 이사회의 전문성을 제고한 바 있다. SAM 다우존스 지속가능지수의 지속가능기업으로 2005년부터 2009년까지 연속 선정되었다. 2006년 2월에는 한국경영자총연맹 등 경제5단체의 투명경영대상을 수상하였다. 2009년 6월 30일 기후변화대응을 위한 전사적 환경경영 활동을 높이 평가받아 국내 환경관련 상 중 가장 권위 있는 국가환경경영대상에서 전문대상을 수상했다. 2011년 6월 18일 서울 카이스트(KAIST) 경영대학원에서 한국지식경영학회가 주관하고 지식경제부와 매일경제신문사가 후원한 ‘2010 지식경영학회 학술대회’에서 ‘대한민국 지식경영상’을 수상했다. 2011년 9월 28일 한국상장회사협의회와 금융감독원이 공동으로 주관한 제15차 감사인대회에서 감사대상을 받았다. 2011년 6월 24일 한국거래소와 한국기업지배구조원이 주최한 ‘2011 기업지배구조 우수기업’ 시상식에서 ‘대상(大賞)’을 받았다. 2011년 12월 20일 매경미디어센터에서 열린 ‘제8회 대한민국 신성장경영대상’ 시상식에서 대기업 부문 대통령표창을 수상했다. 2011년 9월 28일 한국상장회사협의회와 금융감독원이 공동으로 주관한 제15차 감사인대회에서 감사대상을 받았다.

## 최근 동향
포스코는 ‘세계에서 가장 경쟁력 있는 철강사’에 9년 연속 1위로 선정됐다. 세계철강전문분석기관 WSD(World Steel Dynamics)는 전 세계 36개 철강사를 평가한 결과 ‘세계에서 가장 경쟁력 있는 철강사’로 포스코를 9년 연속(2010년~) 1위로 선정했다. 2018년 포스코는 기술혁신, 원가절감, 가공비용, 노동숙련도, 구조조정, 투자환경, 고부가가치 제품구성, 하공정 경쟁력  등 총 8개 항목에서 만점인 10점씩을 획득하며 지난해 보다 0.06점 높은 8.37점으로 종합 1위를 기록했다.

## 계열사
- 포스코스틸리온
- 포스코엠텍
- 포스코휴먼스
- 피엔알
- 포스코온플러스
- 포스코프라임비전
- 미디어블루

## 같이 보기
- 포항공과대학교
- 포스코 통근열차
- 동부제철
- 현대제철
- 현대하이스코
- OCI(구 동양제철화학)